# Otacílio Gonçalves
Otacílio Gonçalves da Silva Junior (Santa Maria, 16 juni 1940) is een Braziliaans voetbaltrainer.
Hij heeft als hoofdtrainer bij diverse clubs gewerkt zoals SC Internacional, Coritiba, Grêmio, Portuguesa, Paraná Clube en SE Palmeiras.